# Zsolt Gombos
Zsolt Gombos (ur. 27 lutego 1968 w Zalaegerszeg) – węgierski zapaśnik walczący w stylu wolnym. Trzykrotny olimpijczyk. Jedenasty w Barcelonie 1992 i Atlancie 1996, a siedemnasty w Sydney 2000. Walczył w kategorii 130 kg.
Piąty na mistrzostwach świata w 1993 i 1994. Czwarty na mistrzostwach Europy w 1994 roku.
- Turniej w Barcelonie 1992

Przegrał z Andreasem Schröderem z Niemiec i Bruce’em Baumgartnerem z USA.
- Turniej w Atlancie 1996

Pokonał Neala Kranza z Guamu i Ebrahima Mehrabana z Iranu, a przegrał z Bruce’em Baumgartnerem z USA i Turkiem Mahmutem Demirem.
- Turniej w Sydney 2000

Przegrał z Aydınem Polatçım z Turcji i Arturem Tajmazowem z Uzbekistanu.